# نيكولاس كاريو
 السير نيكولاس كاريو  (1496 - 3 مارس 1539) رجل دولة إنجليزي خدم في بلاط الملك هنري الثامن ملك إنجلترا، وأعدم بحجة ضلوعه المزعوم في مؤامرة إكسيتر.

## وصلات خارجية
- Weir، Alison (2002). Henry VIII: King and Court. Pimlico. ISBN 0-7126-6451-3.
- London Borough of Sutton website, accessed 17 May, 2007.
- British History Online